# Correntão

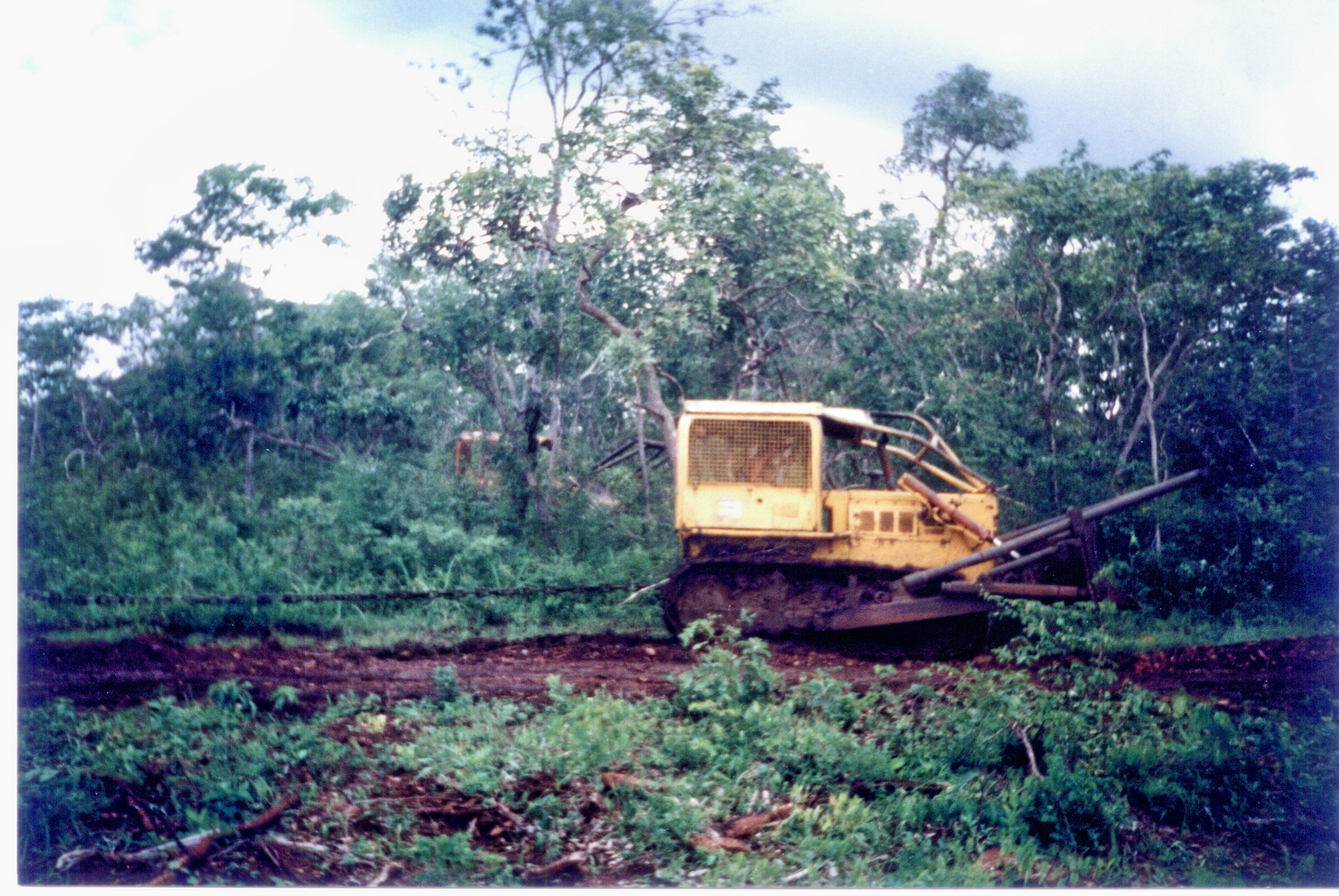
Trator com correntão

O correntão é uma técnica de desmatamento controversa que possibilita a rápida retirada da vegetação nativa por meio da utilização de correntes presas a tratores, em geral um par de grandes tratores de esteiras como os Caterpillar D8. No Brasil seu uso é considerado crime ambiental por lei, mas em agosto de 2016 foi autorizada no estado de Mato Grosso  através da revogação de um artigo pela Assembleia Legislativa do estado. Acerca do emprego de tal técnica, o diretor de Proteção Ambiental do Ibama, Luciano Menezes Evaristo afirmou que “do ‘correntão’ não escapa nada, nem fauna, nem árvore”, no contexto de que, segundo dados de satélites coletados pelo Inpe, 80% do desmatamento na Amazônia Legal ocorreu no Mato Grosso em abril, ou seja, 480 quilômetros quadrados.